# ЕР9
ЕР9 (Електропоїзд Ризький, 9-й тип, рос. ЭР9) — серія електропоїздів змінного струму, що випускалися з 1962 року на Ризькому вагонобудівному заводі для залізниць СРСР.

## Історія створення серії
В кінці 1961 року Ризький вагонобудівний і Ризький електромашинобудівний завод и випустили двовагонну секцію (моторний і головний вагони) серії ЕР9, які незначно відрізнялися від вагонів електропоїздів ЕР7К, фактично будучи їх різновидом. Справедливіше було б новим електровагонам надати серію ЕР7М (модернізована).
На початку 1962 року нова секція випробовувалася на експериментальному кільці ЦНДІ МШС, а з другої половини цього року почалося створення десятивагонних електропоїздів ЕР9. Моторні вагони будувалися Ризьким вагонобудівним заводом (RVR), причіпні (головні і  проміжні) — Калінінським вагонобудівним заводом, тягові електродвигуни і ряд апаратів — Ризьким електромашинобудівним заводом, трансформаторне обладнання — Таллінським заводом ртутних випрямлячів, випрямні установки — Саранським заводом «Електровипрямлювач» і Таллінським заводом ртутних випрямлячів, головні повітряні вимикачі — заводом «Уралелектроаппарат», а потім Нальчикським заводом високовольтної апаратури.
Моторний вагон електропоїзда ЕР9 важить 59,2 т, причіпний — 37,0 т, головний — 39,0 т. Число місць для сидіння у вагонах відповідно 110, 108 і 68.

## Галерея

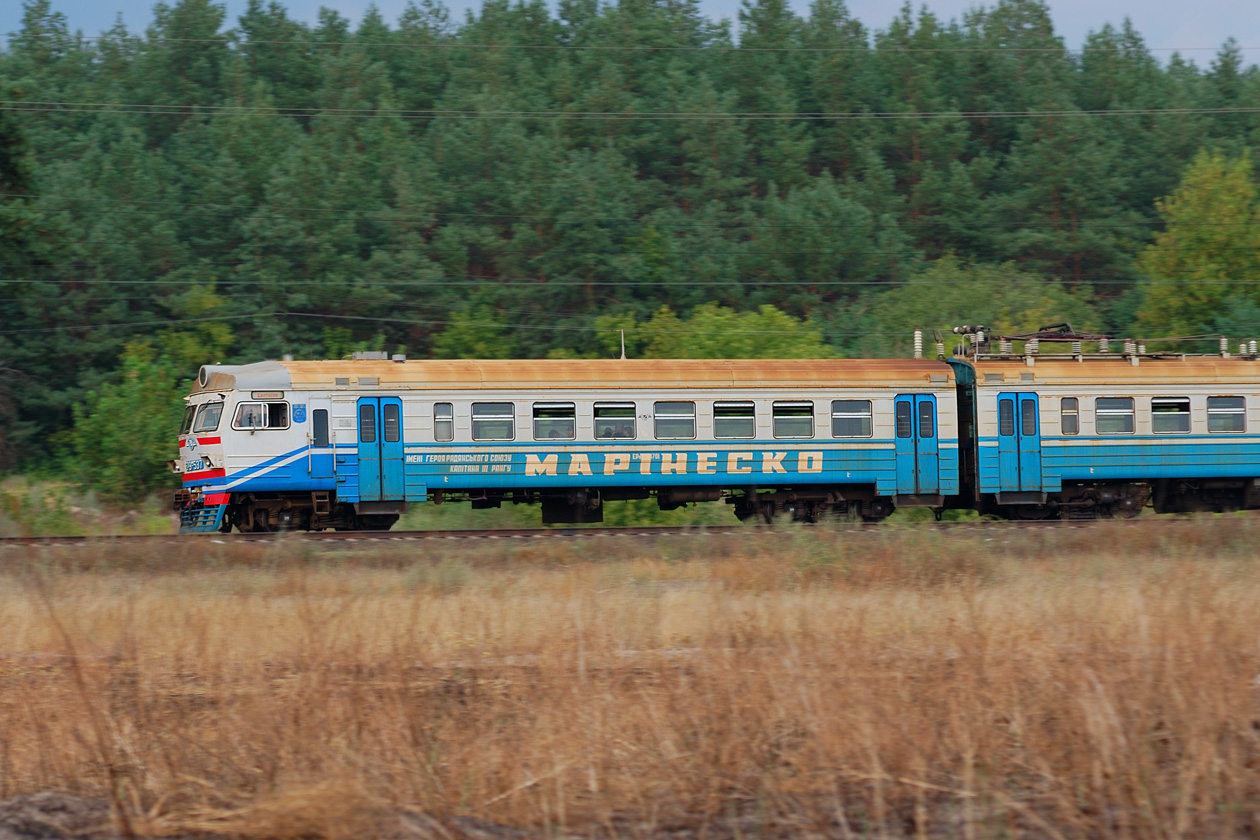
ЕР9М-537 «Марінеско» на перегоні Цибулеве  - Фундукліївка, Кіровоградської обл.
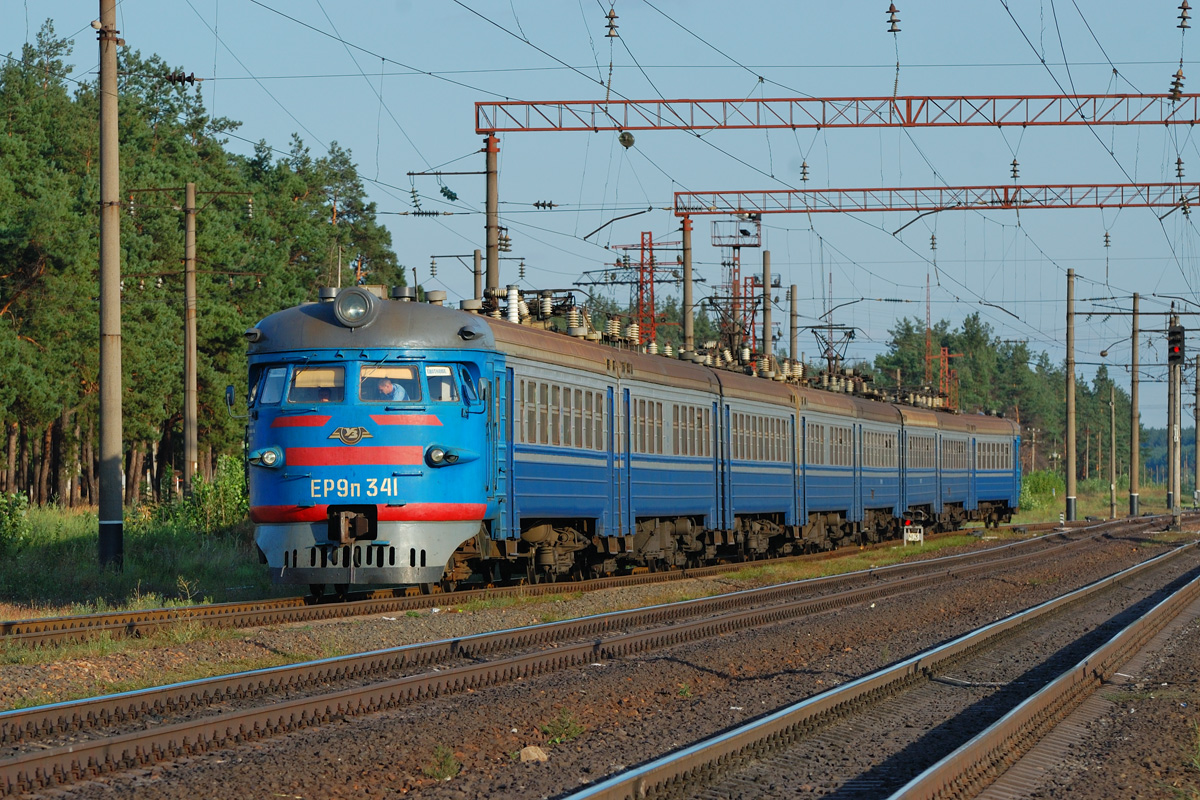
ЕР9П-341 сполученням Знам'янка - ім. Тараса Шевченка
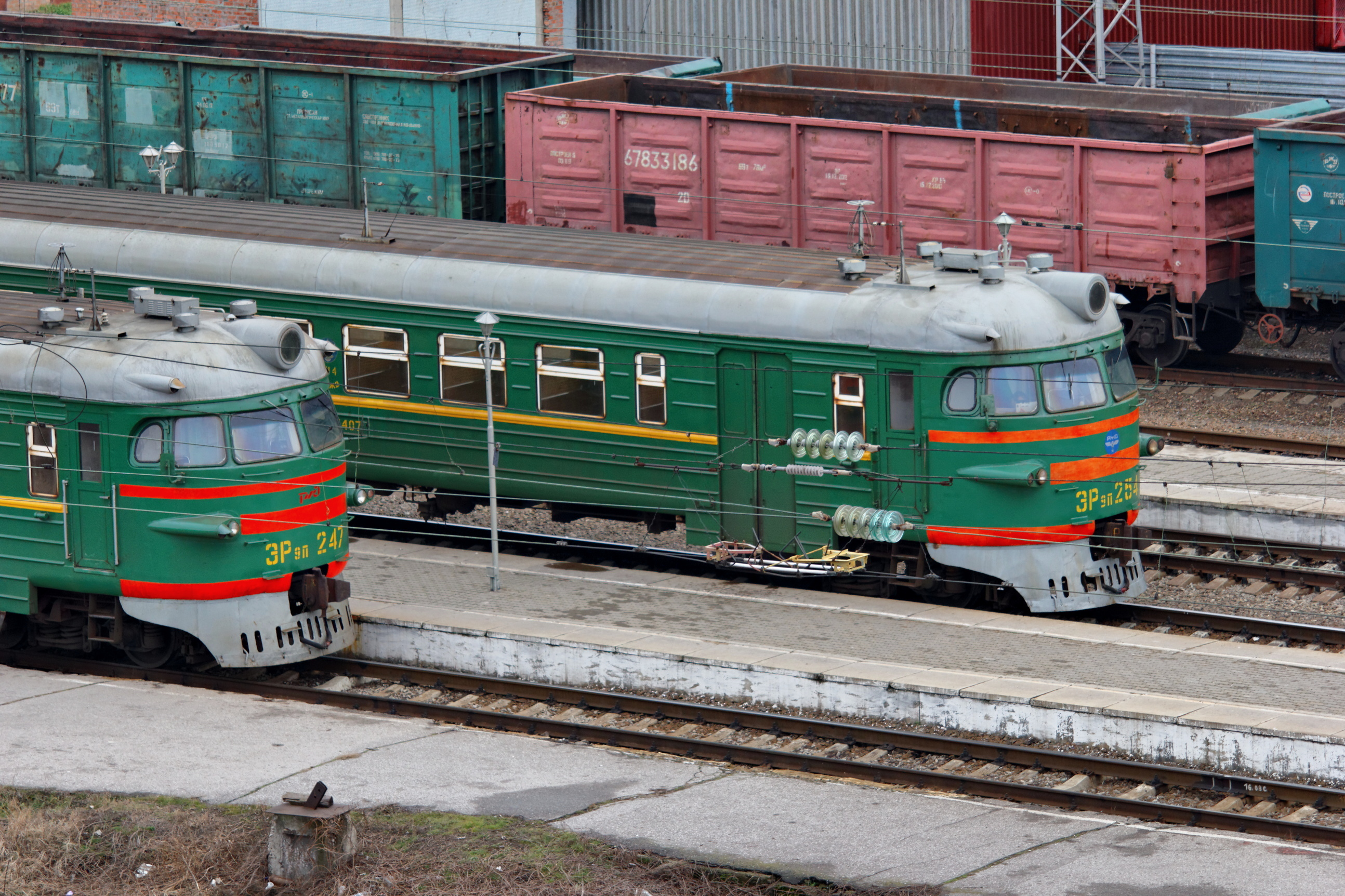
ЕР9П-К-247 та ЕР9П-К-254 на станції «Таганрог II» (Росія)
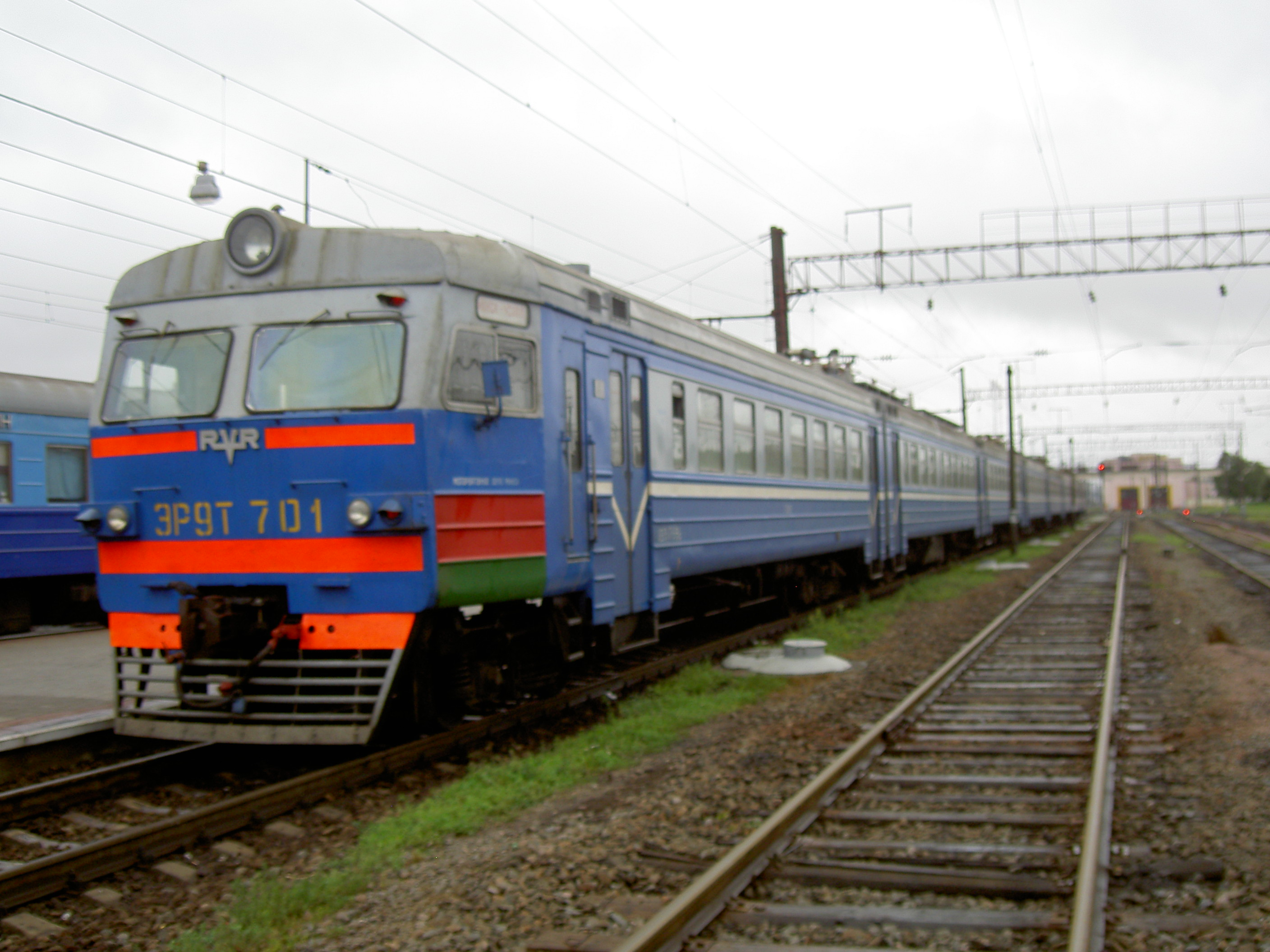
ЕР9Т на станції «Орша» (Білорусь)
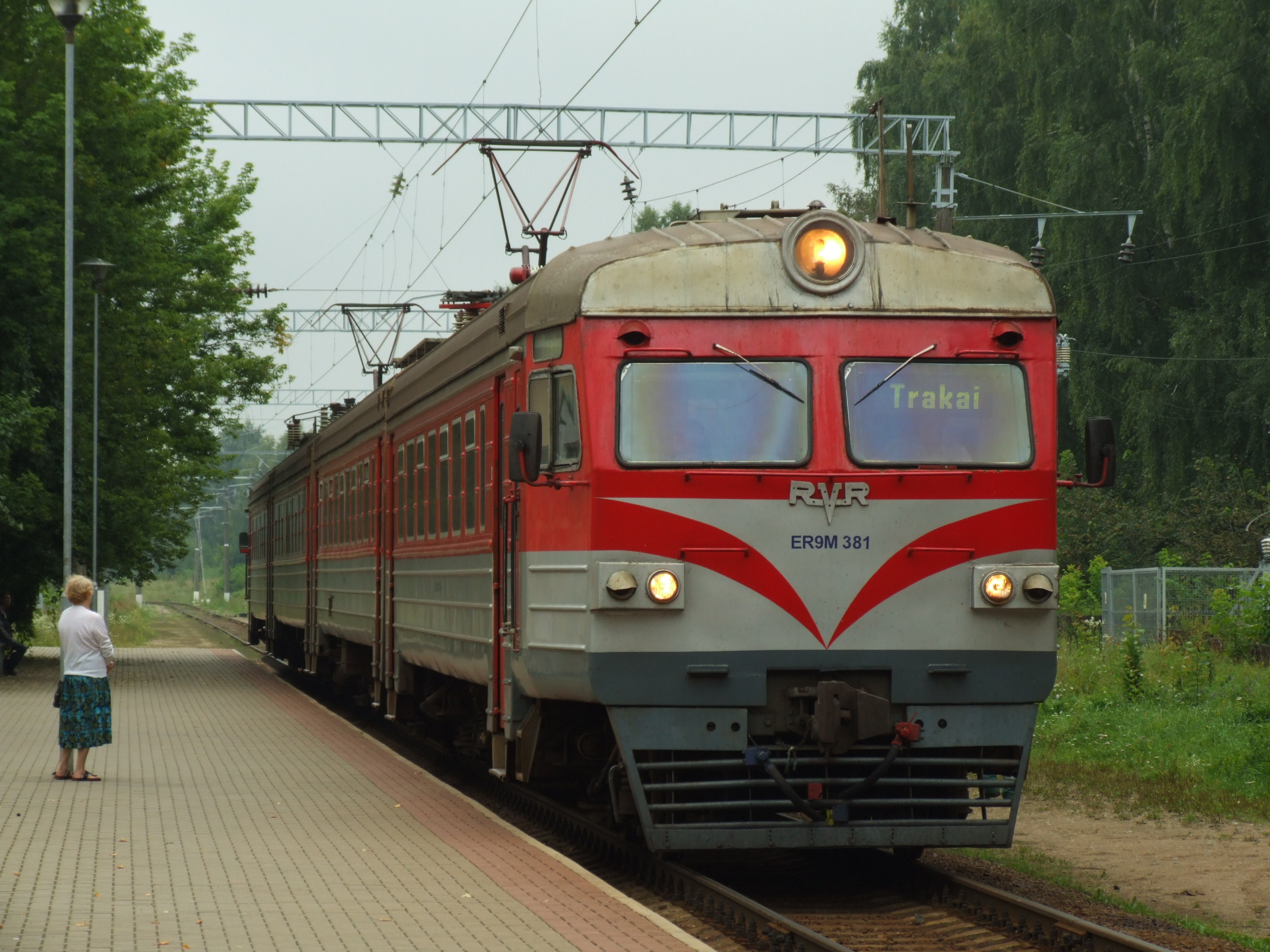
ЕР9М-381 на станції Тракай (Литва)
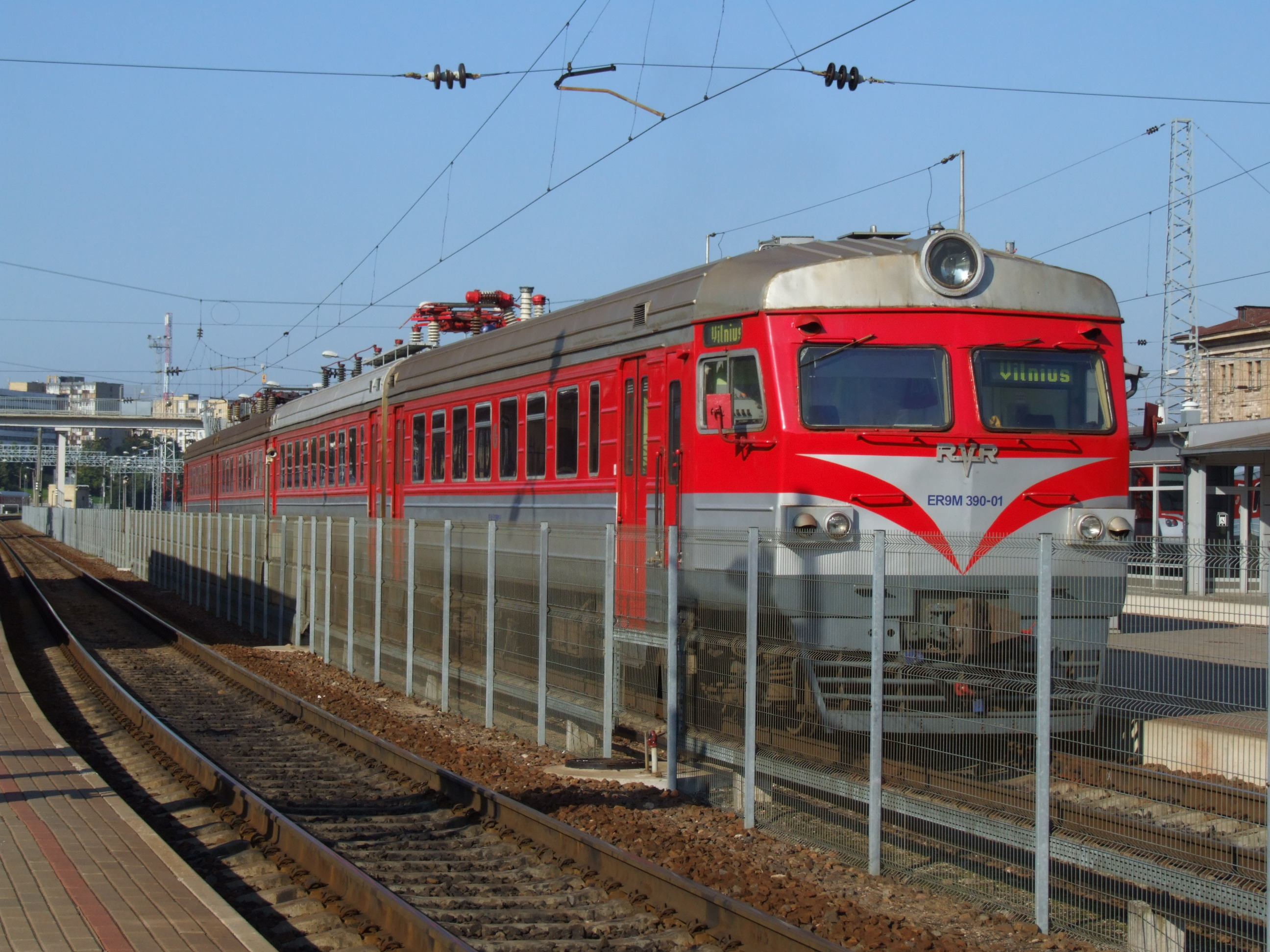
ЕР9М-390-01 у Вільнюсі (Литва)
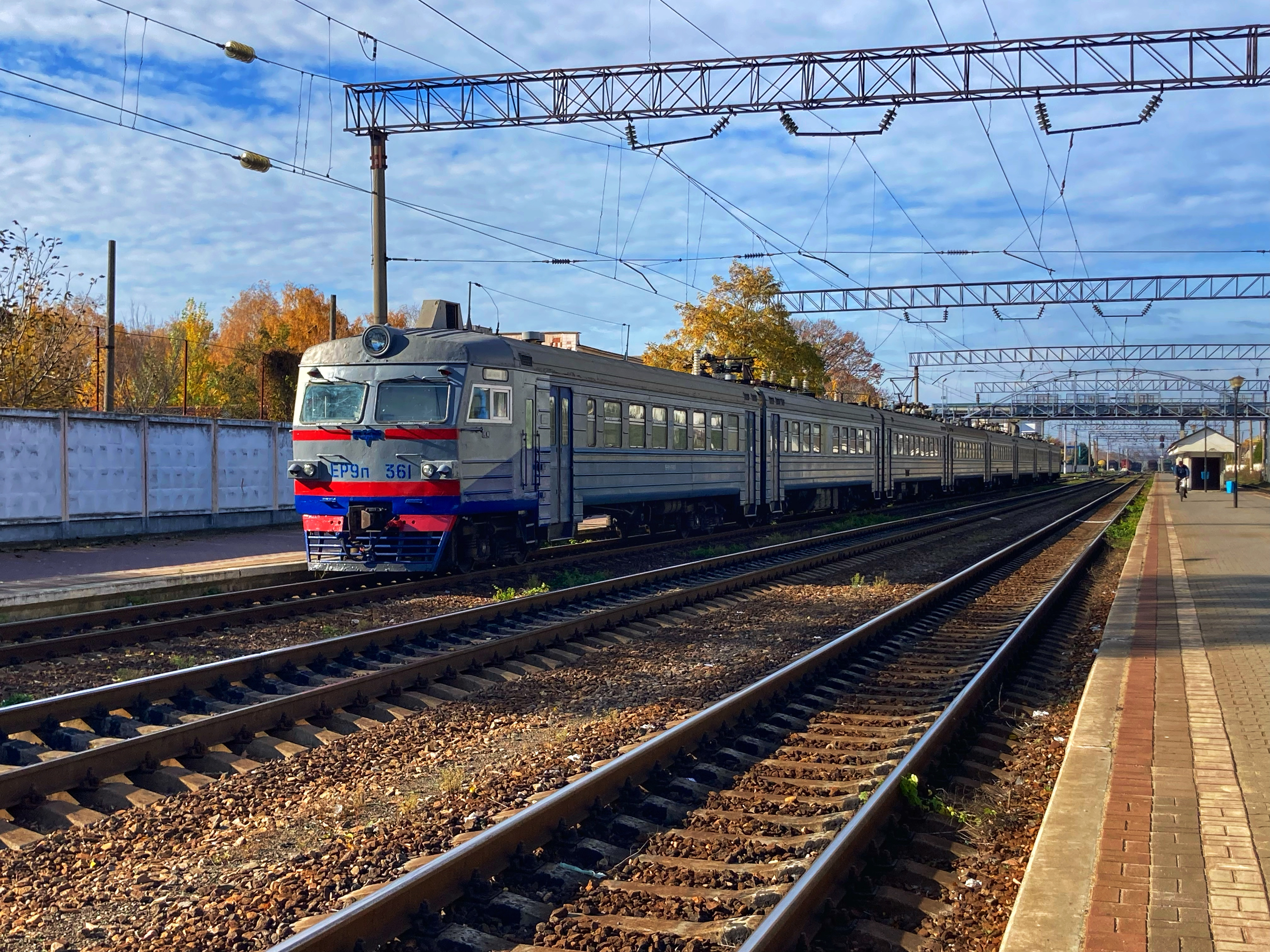
ЕР9п-361 на станції ім. Тараса Шевченка (Україна)
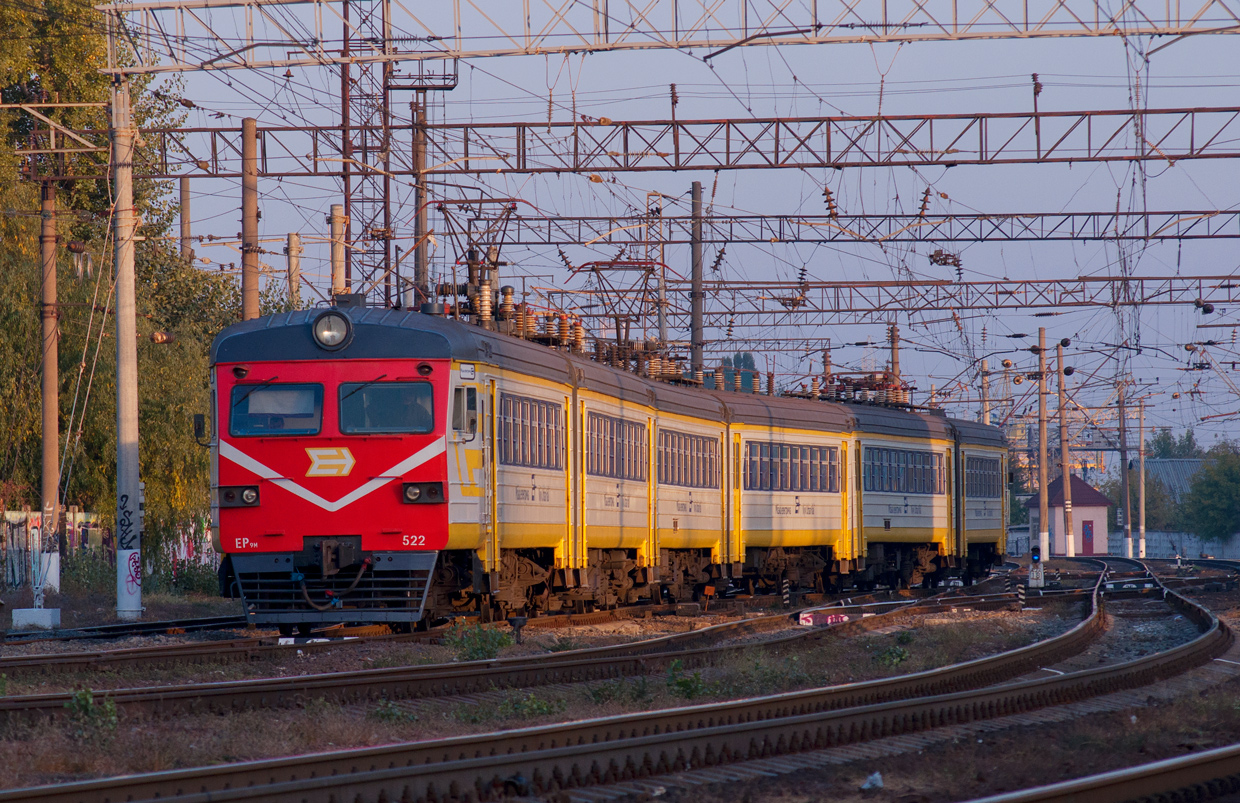
ЕР9м-522 поблизу станції Київ-Деміївський (Україна)
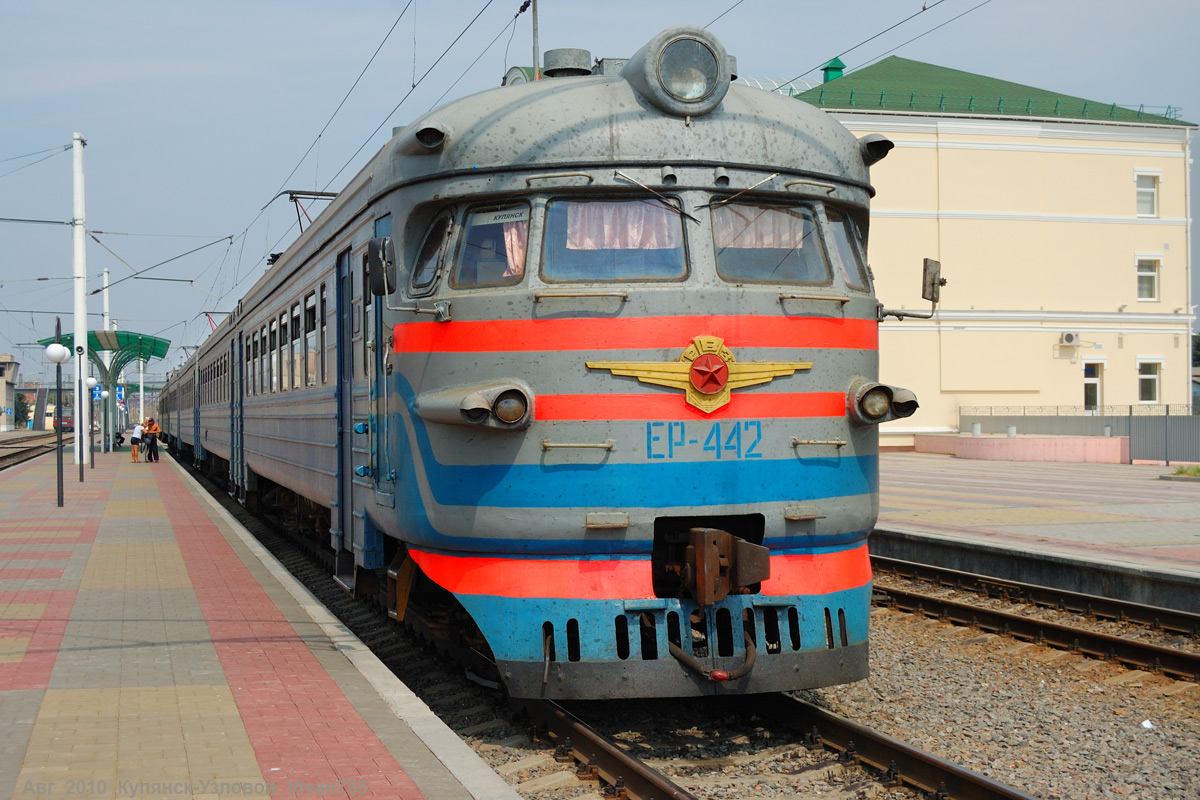
ЭР9П-442 на станції Куп'янськ-Вузловий, Харківська область (Україна)